# NGC 7340
NGC 7340 é uma galáxia elíptica (E?) localizada na direcção da constelação de Pegasus. Possui uma declinação de +34° 24' 38" e uma ascensão recta de 22 horas, 37 minutos e 44,1 segundos.
A galáxia NGC 7340 foi descoberta em 10 de Setembro de 1849 por William Parsons.